# André Steimers
André Steimers (* 21. Mai 1984 in Daun) ist ein deutscher Professor für künstliche Intelligenz (KI) mit Schwerpunkt auf vertrauenswürdiger KI und digitaler Sensorik.

## Ausbildung und beruflicher Werdegang
Von 2000 bis 2004 absolvierte Steimers eine Ausbildung zum Kommunikationselektroniker mit der Fachrichtung Funktechnik am Ausbildungszentrum der Luftwaffe, Jagdbombergeschwader 33 Büchel. Für seine herausragenden Leistungen in den beruflichen Prüfungen erhielt er 2004 die Auszeichnung der IHK Koblenz Prüfungsbester der Berufsabschlussprüfungen.
Sein Studium der Medizintechnik und Sportmedizinischen Technik absolvierte er an der Hochschule Koblenz, Standort RheinAhrCampus Remagen, und schloss es 2008 mit einem Bachelor of Science ab.
Es folgte ein Masterstudium in Angewandter Physik (Applied Physics) an der Hochschule Koblenz. Für seine praxisnahe Masterarbeit wurde er 2012 mit dem Hochschulpreis der Wirtschaft ausgezeichnet, der von der Industrie- und Handelskammer Koblenz verliehen wird. 
Nach seinem Studium arbeitete er als Forschungs- und Entwicklungsingenieur bei Moor Instruments Ltd. Parallel dazu promovierte er am Max-Planck-Institut für neurologische Forschung der Universität zu Köln. Seine Dissertation mit dem Titel Optische Bildgebung des kortikalen Sauerstoffgehalts und Blutflusses schloss er 2016 mit dem Grad eines Dr. rer. med. ab. Während dieser Zeit wurde Steimers 2012 mit dem Duane F. Bruley Travel Award der International Society of Oxygen Transport to Tissue ausgezeichnet, der seine Beiträge zur Forschung im Bereich der Medizintechnik würdigte.
Von 2015 bis 2017 arbeitete er als Experte für sicherheitsgerichtete Systeme beim TÜV Nord CERT.
Im Jahr 2017 übernahm Steimers eine Position als Senior Scientist am Institut für Arbeitsschutz (IFA) der Deutschen Gesetzlichen Unfallversicherung (DGUV). Dort gründete und leitete er das Kompetenzzentrum für Künstliche Intelligenz und Big Data.
Im Juli 2022 wurde er zum Professor für digitale Sensorik in der Medizintechnik an die Hochschule Koblenz berufen. 

## Forschung und Tätigkeitsfelder
Steimers beschäftigt sich in Lehre und Forschung hauptsächlich mit der Erforschung sicherer Sensorik für sicherheitsgerichteten Systeme, Funktionaler Sicherheit, sowie vertrauenswürdiger Künstlicher Intelligenz. 

## Gremienarbeit
Steimers ist in verschiedenen nationalen und internationalen Normungsgremien tätig. Im Jahr 2024 wurde er als Experte in die Projektgruppe für Funktionale Sicherheit und Cybersicherheit des Ausschusses für Betriebssicherheit des Bundesministeriums für Arbeit und Soziales (BMAS) berufen, wo er die Arbeitsgruppe zur Künstlichen Intelligenz leitet. Daneben ist er in den KI-Arbeitsgruppen des DVR und ZVEI tätig.

## Publikationen (Auswahl)
- Der Entwurf für eine KI-Verordnung der europäischen Kommission. Erich Schmidt, 2024, ISSN 2199-7349.

- mit Moritz Schneider: Vertrauenswürdige Künstliche Intelligenz. Erich Schmidt, 2023, ISSN 2199-7349.

- mit Moritz Schneider: Sources of Risk of AI Systems. MDPI, 2022, ISSN 1660-4601.

- Künstliche Intelligenz: Anforderungen und Einsatzmöglichkeiten. In: DGUV-Forum: Zeitschrift für Prävention, Rehabilitation und Entschädigung. Band 2021, Nr. 10, 2021, ISSN 2699-7304, S. 3–9.

- mit Thomas Bömer: Sources of Risk and Design Principles of Trustworthy Artificial Intelligence. In: Vincent G. Duffy (Hrsg.): Digital Human Modeling and Applications in Health, Safety, Ergonomics and Risk Management: AI, Product and Service (= Lecture Notes in Computer Science. Band 12). Springer, Cham 2021, ISBN 978-3-03077819-4, S. 239–215.

- The Acute Phase of Experimental Subarachnoid Hemorrhage: Intracranial Pressure Dynamics and Their Effect on Cerebral Blood Flow and Autoregulation. Band 2021, Nr. 10, 2021, ISSN 2699-7304, S. 3–9.